# Lola Karimova-Tillyaeva
Lola Karimova-Tillyaeva (3 de julio de 1978) es diplomática y filántropa uzbeka. Es la hija menor del anterior presidente de Uzbekistán Islam Karimov y su mujer, Tatyana Akbarovna Karimova, y hermana de Gulnara Karimova.

## Vida personal
Karimova-Tillyaeva terminó su máster en Ley Internacional de la Universidad de Diplomacia y Economía Mundial en Tashkent, y más tarde terminó un doctorado en Psicología de Tashkent Universidad Estatal. En enero de 2008, fue nombrada delegada de Uzbekistán en la UNESCO, cargo que ocupó hasta 2018. Está casada con Timur Tillyaev y juntos tienen tres hijos: dos niñas y un niño: Mariam, Safia y Umar.
Durante una entrevista en BBC Uzbek en 2013, Karimova-Tillyaeva declaró que no ha tenido contacto con su hermana Gulnara desde hace 12 años y que "ya no hay relaciones familiares o amistosas entre ellas...Somos personas completamente diferentes."

## Trabajo Caritativo
Lola Karimova-Tillyaeva dirige tres organizaciones benéficas en Uzbekistán, los cuales ayudan a niños y niños con discapacidades. La fundación “You Are Not Alone” fue  creada por Karimova-Tillyaeva en 2002 para proporcionar asistencia a orfanatos y niños que no cuentan de cuidado parental en Uzbekistán. Dos años más tarde, Karimova-Tillyaeva fundó el Centro Nacional para la Adaptación Social de Niños, una organización benéfica que proporciona asistencia médica y educativa a niños discapacitados. Recientemente, ha fundado la fundación Islam Karimov en memoria de su padre.

## Intereses empresariales
En su entrevista con la BBC, Karimova-Tillyaeva dijo que su marido tiene una participación en una empresa de comercio y transporte y que Timur Tillyaev nunca ha participado en licitaciones públicas, ha estado asociado con industrias nacionales de recursos como gas o algodón, y no disfruta exenciones de impuestos.
En su entrevista con la BBC publicada en septiembre de 2013, Lola Karimova-Tillyaeva dijo estar sorprendida al ver las fotos publicadas por sobre su patrimonio. Argumentó que dichas riquezas están "lejos de la realidad".